# Ecthelion Vodnjaški
Ecthelion Vodnjaški (tudi Ecthelion od Vodnjaka, izvirno Ecthelion of the Fountain) je izmišljen lik iz Tolkienove mitologije, serije knjig o Srednjem svetu britanskega pisatelja J. R. R. Tolkiena.
Bil je (najverjetneje noldorski) vilin in vojščak Gondolina. Znan je po tem, da je ubil Gothmoga, gospodarja Balrogov po izdaji Maeglina.